# Sapana Roka Magar
Sapana Roka Magar (nascida em c. 2002, em Barnja, Distrito de Myagdi, no Nepal) é uma trabalhadora de um crematório nepalesa, que foi selecionada como uma das 100 mulheres mais influentes de 2020 pela BBC. Ela está envolvida na cremação de corpos abandonados na rua ou em necrotérios e providencia para que eles sejam levados ao hospital para exames post-mortem. Se o corpo não for reclamado por mais de 35 dias, a cremação é realizada de acordo com os rituais hindus.

## Biografia
Originalmente, Sapana Roka era do distrito de Myagdi, no Nepal. Ela nasceu em 10 de fevereiro de 2002, como a filha mais nova de Jit Prasad Roka Magar (pai) e Nanu Roka Magar (mãe). Aos 14 anos, ela se mudou para Butwal. Sua mãe, de aproximadamente 50 anos, queria que ela fosse Médica mas, por sua condição econômica, acabou estudando Enfermagem.
No entanto, depois de um tempo, abandonou os estudos e conheceu um adolescente com quem se casou contra a vontade de seus pais. O casal teve um relacionamento que durou apenas três meses. O relacionamento acabou e ela se tornou uma sem-teto. Depois de tentar se suicidar, ela se mudou para Catmandu, capital do Nepal. Durante dezesseis meses, Sapana foi viciada em drogas.
Nas ruas, Sapana Roka conheceu Amb Binaya, que tinha presidido a Action for Social Change nos últimos seis anos, ia aos hospitais para recolher os corpos. Conheceu também Vinay Jung Basnet que, há anos, dedicava seu tempo a oficiar rituais funerários a defuntos que tinham sido abandonados pelas suas famílias. Sapana conheceu a ONG Action for Social Change e começou a trabalhar com eles, de onde opera a cremação e outras atividades sociais.
Em Fevereiro de 2020, Sapana Roka queimou o seu primeiro corpo, o de uma moça da sua idade que tinha um bebê nos braços. Esta experiência a marcou muito.
Existem pessoas sem-teto abandonadas em todo o mundo. As pessoas que morrem nas ruas merecem ritos fúnebres decentes. Eu faço este trabalho não como um serviço social, mas para minha própria paz de espírito.— Sapana Roka Magar
Em meio à crise pandêmica do COVID-19, a gestão dos corpos dos mortos pelo vírus ficou a cargo do exército nepalês. A organização onde Sapana Roka trabalhava é responsável por recolher corpos abandonados nas ruas e em funerárias para os levar ao hospital para autópsia, correndo o risco de contágio. Se os corpos não forem reclamados em 35 dias, a organização os leva ao crematório e pratica os ritos fúnebres seguindo a tradição Dagbatti.
No total, Sapana oficiou a cremação de mais de 300 corpos abandonados. Sapana decidiu retomar os estudos de Enfermagem, impulsionada pelo sonho da família. Depois da festa dashian, ela decidiu voltar para sua cidade natal, onde foi muito bem recebida.
Ela também está envolvida na alimentação dos sem-teto durante a pandemia do Covid -19 em Catmandu.

## Reconhecimento
Em 23 de Novembro de 2020, Sapana Roka Magar foi homenageada na lista das 100 mulheres mais inspiradoras do ano da BBC.